# Justice League: Injustice for All
Justice League: Injustice for All est un jeu vidéo d'action développé par Saffire et édité par Midway Games, sorti en 2002 sur Game Boy Advance.
Le design graphique du jeu est basé sur celui de la série animée La Ligue des justiciers.
Il a pour suite Justice League: Chronicles.

## Personnages jouables
- Superman
- Batman
- Wonder Woman
- Flash
- Green Lantern
- Hawkgirl
- Martian Manhunter

## Accueil
- Jeux vidéo Magazine : 9/20[1]
- Jeuxvideo.com : 13/20[2]